# Campeonato de Australasia 1925
Lista de los campeones del Abierto de Australia de 1925:

## Individual masculino
James Anderson (AUS) d. Gerald Patterson (AUS),  11–9, 2–6, 6–2, 6–3

## Individual femenino
Daphne Akhurst (AUS) d. Esna Boyd (AUS), 1–6, 8–6, 6–4

## Dobles masculino
Pat O'Hara Wood/Gerald Patterson (AUS)

## Dobles femenino
Sylvia Lance Harper (AUS)/Daphne Akhurst Cozens (AUS)

## Dobles mixto
Daphne Akhurst Cozens (AUS)/Jim Willard (AUS)
| Predecesor: 1924                                       | Abierto de Australia 1925 | Sucesor: 1926                         |
| Predecesor: Campeonato nacional de Estados Unidos 1924 | Grand Slam 1925           | Sucesor: Torneo de Roland Garros 1925 |

- Datos: Q2714908